# Khu bảo tồn tại Việt Nam

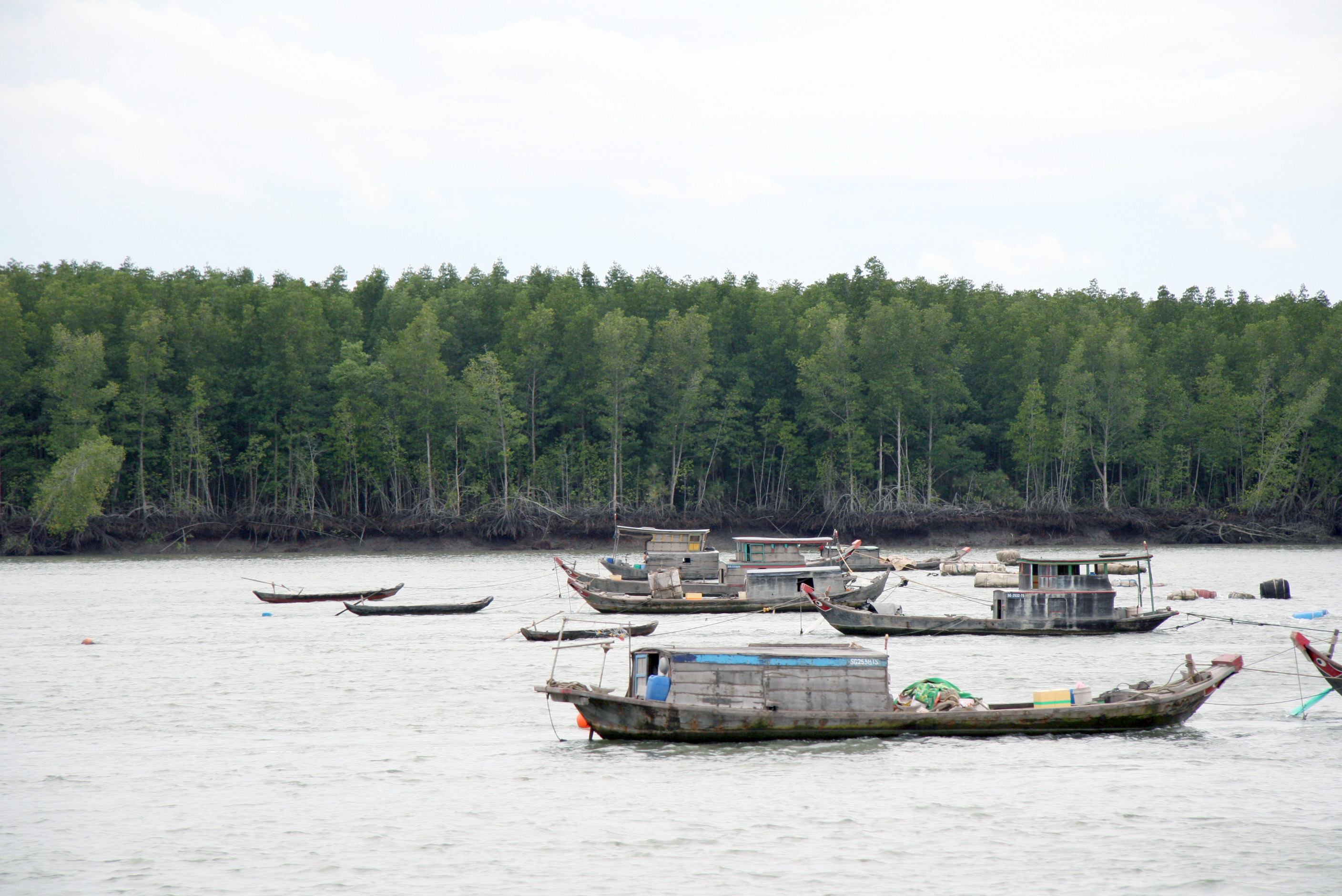
Khu bảo tồn thiên nhiên rừng ngập mặn Cần Giờ.

Các khu bảo tồn tại Việt Nam bao gồm các khu bảo tồn thiên nhiên, các vườn quốc gia và các khu dự trữ sinh quyển, cùng các vùng đất ngập nước có tầm quan trọng quốc tế theo Công ước Ramsar và BirdLife International ghi nhận.

## Vườn quốc gia
Cúc Phương là vườn quốc gia đầu tiên và cũng là khu bảo tồn có diện tích lớn nhất tại Việt Nam, tiếp sau đó là Vườn quốc gia Cát Tiên và Côn Đảo được thành lập với mục tiêu là bảo vệ các khu vực sinh thái tự nhiên với việc dành một phần cho du lịch sinh thái, đảm bảo tính nguyên vẹn của môi trường tự nhiên và phần còn lại là khu vực bảo tồn, khu vực cấm dành cho nghiên cứu khoa học.
Theo số liệu thống kê, hiện nay, Việt Nam có 30 vườn quốc gia gồm các vùng đất liền, đồng bằng châu thổ, ven biển  trong đó: 5 vườn quốc gia tại trung du và miền núi phía Bắc, 4 tại Đồng bằng Bắc Bộ, 5 tại Bắc Trung Bộ, 7 tại Nam Trung Bộ và Tây Nguyên, 4 tại Đông Nam Bộ và 5 tại Tây Nam Bộ.

## Khu bảo tồn thiên nhiên
Nhằm bảo vệ đa dạng sinh học, các khu bảo tồn thiên nhiên đã được thiết lập. Nhiều trong số đó đã được chuyển thành vườn quốc gia. Hiện nay vẫn còn 14 khu bảo tồn thiên nhiên bảo vệ các khu vực sinh thái đất ngập nước, ven biển rừng bao gồm:
- Khu bảo tồn thiên nhiên rừng ngập mặn Cần Giờ
- Khu bảo tồn thiên nhiên Kon Chư Răng
- Khu bảo tồn thiên nhiên Bà Nà Núi Chúa
- Khu bảo tồn thiên nhiên Pù Luông
- Khu bảo tồn thiên nhiên Cù lao Chàm
- Khu bảo tồn thiên nhiên Sơn Trà
- Khu bảo tồn thiên nhiên Mường Nhé
- Khu bảo tồn thiên nhiên Hang Kia-Pà Cò
- Khu bảo tồn thiên nhiên Sốp Cộp
- Khu bảo tồn thiên nhiên Thượng Tiên
- Khu bảo tồn thiên nhiên Xuân Nha
- Khu bảo tồn thiên nhiên Lung Ngọc Hoàng
- Khu bảo tồn thiên nhiên Núi Cấm
- Khu bảo tồn thiên nhiên Thạnh Phú
- Khu bảo tồn thiên nhiên Vồ Dơi
- Khu bảo tồn thiên nhiên Hoàng Liên Văn Bàn
- Khu bảo tồn thiên nhiên Mường La

## Khu dự trữ sinh quyển
- Khu dự trữ sinh quyển rừng ngập mặn Cần Giờ, 2000 [12].
- Khu dự trữ sinh quyển Đồng Nai, 2011 [13].
- Khu dự trữ sinh quyển Cát Bà, 2004 [14].
- Khu dự trữ sinh quyển châu thổ sông Hồng, 2004 [15].
- Khu dự trữ sinh quyển ven biển và biển đảo Kiên Giang, 2006 [16].
- Khu dự trữ sinh quyển miền tây Nghệ An, 2007 [17].
- Khu dự trữ sinh quyển Mũi Cà Mau, 2009 [18].
- Khu dự trữ sinh quyển Cù Lao Chàm, 2009 [19].
- Khu dự trữ sinh quyển Langbian, 2015
- Khu dự trữ sinh quyển Kon Hà Nừng, 2021
- Khu dự trữ sinh quyển Núi Chúa, 2021